# 4682 Bykov
4682 Bykov eller 1973 SO4 är en asteroid i huvudbältet som upptäcktes den 27 september 1973 av den ryska astronomen Ljudmila Tjernych vid Krims astrofysiska observatorium på Krim. Den är uppkallad efter den sovjetiske skådespelaren Leonid Bykov.
Asteroiden har en diameter på ungefär tre kilometer.